# 六子の心唄
『六子の心唄』（ろこのこころうた）は、中国地方のJFN加盟局4局で放送されていたエフエム山陰 (V-air) 製作のラジオ番組である。能美防災の一社提供。製作局のエフエム山陰では2009年10月4日から2013年3月31日まで放送。

## パーソナリティ
- 六子
- べるを - 2010年3月まで出演。その後は番組の構成（台本書き）を担当[2]。

## コーナー
あなたの心唄
リスナーから送られた心唄を紹介する。
六子スタジオライブ
六子がスタジオで自らの曲を歌う。

## ネット局・放送時間
放送時間は日本標準時。
| 放送対象地域   | 放送局                        | 系列    | 放送時間         | 放送期間                      | 備考                    |
| -------------- | ----------------------------- | ------- | ---------------- | ----------------------------- | ----------------------- |
| 広島県         | 広島エフエム放送 (HFM)        | JFN系列 | 土曜 8:30 - 8:55 | 2009年10月3日 - 2010年9月25日 | 先行ネット 途中打ち切り |
| 山口県         | エフエム山口 (FMY)            | JFN系列 | 土曜 8:30 - 8:55 | 2009年10月3日 - 2010年9月25日 | 先行ネット 途中打ち切り |
| 岡山県         | 岡山エフエム放送 (FM OKAYAMA) | JFN系列 | 土曜 9:00 - 9:25 | 2009年10月3日 - 2010年9月25日 | 先行ネット 途中打ち切り |
| 島根県・鳥取県 | エフエム山陰 (V-air)          | JFN系列 | 日曜 9:00 - 9:25 | 2009年10月4日 - 2013年3月31日 | 製作局                  |